# Glee: The Music, Volume 7
Glee: The Music, Volume 7 là album nhạc phim thứ 11 của dàn diễn viên từ sê-ri truyền hình nhạc kịch Mỹ, Glee. Album được phát hành thông qua hãng Columbia Records vào ngày 6 tháng 12 năm 2011.

## Sản xuất
Album được phát hành dưới dạng tiêu chuẩn và cao cấp. Bản tiêu chuẩn gồm 15 bài hát, trong đó có 16 bản cover (trình diễn lại; gồm một liên khúc từ hai bài hát của Adele). Phiên bản này khi được bán tại Target thì có kèm theo năm ca khúc mới nhưng không được tiếp thị với nhãn cao cấp.

## Tiếp nhân
| Đánh giá chuyên môn | Đánh giá chuyên môn |
| Nguồn đánh giá      | Nguồn đánh giá      |
| Nguồn               | Đánh giá            |
| ------------------- | ------------------- |
| Allmusic            | [ 3 ]               |

Heather Phares từ Allmusic tặng cho album 3 trên 5 sao, cho rằng âm nhạc của chương trình "đáng tin cậy hơn bao giờ hết, gồm một chút những ca khúc truyền thống được yêu thích của đội hát cùng một số lựa chọn mạo hiểm cho hiệu quả tốt."

## Danh sách ca khúc
| STT | Nhan đề                                | Sáng tác                                                                                  | Nghệ sĩ gốc     | Thời lượng |
| --- | -------------------------------------- | ----------------------------------------------------------------------------------------- | --------------- | ---------- |
| 1.  | "You Can't Stop the Beat"              | Marc Shaiman, Scott Wittman                                                               | Hairspray       | 3:43       |
| 2.  | "It's Not Unusual"                     | Les Reed, Gordon Mills                                                                    | Tom Jones       | 2:05       |
| 3.  | "Somewhere" (cùng Idina Menzel)        | Leonard Bernstein, Stephen Sondheim                                                       | West Side Story | 2:51       |
| 4.  | "Run the World (Girls)"                | Terius Nash, Beyoncé Knowles, Wesley Pentz, David Taylor, Adidja Palmer, Nick van de Wall | Beyoncé         | 3:59       |
| 5.  | "Fix You"                              | Chris Martin, Jonny Buckland, Guy Berryman, Will Champion                                 | Coldplay        | 4:35       |
| 6.  | "Last Friday Night (T.G.I.F.)"         | Katy Perry, Lukasz Gottwald, Max Martin, Bonnie McKee                                     | Katy Perry      | 3:48       |
| 7.  | "Uptown Girl"                          | Billy Joel                                                                                | Billy Joel      | 3:01       |
| 8.  | "Tonight"                              | Bernstein, Sondheim                                                                       | West Side Story | 2:51       |
| 9.  | "Hot for Teacher"                      | Eddie Van Halen, David Lee Roth, Michael Anthony, Alex Van Halen                          | Van Halen       | 4:46       |
| 10. | "Rumour Has It / Someone Like You"     | Adele, Ryan Tedder / Adele, Dan Wilson                                                    | Adele           | 3:29       |
| 11. | "Girls Just Want to Have Fun"          | Robert Hazard                                                                             | Cyndi Lauper    | 2:42       |
| 12. | "Constant Craving" (cùng Idina Menzel) | k.d. lang, Ben Mink                                                                       | k.d. lang       | 4:38       |
| 13. | "ABC"                                  | The Corporation                                                                           | The Jackson 5   | 2:54       |
| 14. | "Control"                              | James Harris III, Terry Lewis, Janet Jackson                                              | Janet Jackson   | 3:54       |
| 15. | "Man in the Mirror"                    | Siedah Garrett, Glen Ballard                                                              | Michael Jackson | 4:07       |

| Những ca khúc độc quyền tại Target | Những ca khúc độc quyền tại Target         | Những ca khúc độc quyền tại Target                                                        | Những ca khúc độc quyền tại Target | Những ca khúc độc quyền tại Target |
| STT                                | Nhan đề                                    | Sáng tác                                                                                  | Nghệ sĩ gốc                        | Thời lượng                         |
| ---------------------------------- | ------------------------------------------ | ----------------------------------------------------------------------------------------- | ---------------------------------- | ---------------------------------- |
| 1.                                 | "You Can't Stop the Beat"                  | Marc Shaiman, Scott Wittman                                                               | Hairspray                          | 3:43                               |
| 2.                                 | "It's Not Unusual"                         | Les Reed, Gordon Mills                                                                    | Tom Jones                          | 2:05                               |
| 3.                                 | "Somewhere" (cùng Idina Menzel)            | Leonard Bernstein, Stephen Sondheim                                                       | West Side Story                    | 2:51                               |
| 4.                                 | "Run the World (Girls)"                    | Terius Nash, Beyoncé Knowles, Wesley Pentz, David Taylor, Adidja Palmer, Nick van de Wall | Beyoncé                            | 3:59                               |
| 5.                                 | "Fix You"                                  | Chris Martin, Jonny Buckland, Guy Berryman, Will Champion                                 | Coldplay                           | 4:35                               |
| 6.                                 | "Last Friday Night"                        | Katy Perry, Lukasz Gottwald, Max Martin, Bonnie McKee                                     | Katy Perry                         | 3:48                               |
| 7.                                 | "Take Care of Yourself" (bài hát tặng kèm) | Teddy Thompson                                                                            | Teddy Thompson                     | 3:13                               |
| 8.                                 | "Uptown Girl"                              | Billy Joel                                                                                | Billy Joel                         | 3:01                               |
| 9.                                 | "Tonight"                                  | Bernstein, Sondheim                                                                       | West Side Story                    | 2:51                               |
| 10.                                | "Hot for Teacher"                          | Eddie Van Halen, David Lee Roth, Michael Anthony, Alex Van Halen                          | Van Halen                          | 4:46                               |
| 11.                                | "Rumour Has It / Someone Like You"         | Adele, Ryan Tedder / Adele, Dan Wilson                                                    | Adele                              | 3:29                               |
| 12.                                | "Perfect" (bài hát tặng kèm)               | Pink, Max Martin, Shellback                                                               | P!nk                               | 3:30                               |
| 13.                                | "I'm the Only One" (bài hát tặng kèm)      | Melissa Etheridge                                                                         | Melissa Etheridge                  | 4:25                               |
| 14.                                | "Girls Just Want to Have Fun"              | Robert Hazard                                                                             | Cyndi Lauper                       | 2:42                               |
| 15.                                | "I Kissed a Girl" (bài hát tặng kèm)       | Katy Perry, Lukasz Gottwald, Max Martin, Cathy Dennis                                     | Katy Perry                         | 2:59                               |
| 16.                                | "Constant Craving" (cùng Idina Menzel)     | k.d. lang, Ben Mink                                                                       | k.d. lang                          | 4:38                               |
| 17.                                | "Red Solo Cup" (bài hát tặng kèm)          | Brett Beavers, Jim Beavers, Brad Warren, Brett Warren                                     | Toby Keith                         | 3:41                               |
| 18.                                | "ABC"                                      | The Corporation                                                                           | The Jackson 5                      | 2:54                               |
| 19.                                | "Control"                                  | James Harris III, Terry Lewis, Janet Jackson                                              | Janet Jackson                      | 3:54                               |
| 20.                                | "Man in the Mirror"                        | Siedah Garrett, Glen Ballard                                                              | Michael Jackson                    | 4:07                               |

## Thực hiện
| - Adele – người viết nhạc - Dianna Agron – người trình diễn, hát - Adam Anders – sắp xếp, chỉnh sửa kỹ thuật, nhà sản xuất, sắp xếp giọng hát, hát - Alex Anders – chỉnh sửa kỹ thuật, nhà sản xuất thu âm, hát - Nikki Anders – hát - Peer Åström – sắp xếp, kỹ sư, hòa âm, nhà sản xuất - Kala Balch – hát - Glen Ballard – người viết nhạc - Emily Benford – hát - Leonard Bernstein – người viết nhạc - Dave Bett – đạo diễn sáng tạo - Joshua Blanchard – trợ lý kỹ sư - PJ Bloom – giám sát âm nhạc - Steve Bone – trợ lý kỹ sư - Anita Marisa Boriboon – đạo diễn nghệ thuật, thiết kế - Ed Boyer – kỹ sư, sắp xếp giọng hát - Ben Bram – chuyển dịch, hát - Brock Baker – hát - Ravaughn Brown – hát - Geoff Bywater – nhà điều hành âm nhạc - Alvin Chea – hát - Deyder Cintron – trợ lý kỹ sư, chỉnh sửa kỹ thuật, kỹ sư - Chris Colfer – người trình diễn, hát - Kamari Copeland – hát - Darren Criss – người trình diễn, hát - Tim Davis – người hướng dẫn thu âm, hát - Robert Dietz – chỉnh sửa, hát - Dante Di Loreto – giám đốc sàn xuất, nhà sản xuất - Luke Edgemon – hát - Brad Falchuk – giám đốc sàn xuất, nhà sản xuất - Tommy Faragher – hòa âm, nhà sản xuất, sắp xếp giọng hát - Berry Gordy, Jr. – người viết nhạc - Lukasz Gottwald – người viết nhạc - Heather Guibert – sắp đặt - Grant Gustin – hát - Jon Hall – hát - James Harris III – người viết nhạc - Robert Hazard – người viết nhạc - Fredrik Jansson – trợ lý kỹ sư - Billy Joel – người viết nhạc - Beyoncé Knowles – người viết nhạc - k.d. lang – người viết nhạc - Storm Lee – hát - David Loucks – hát | - Jane Lynch – người trình diễn, hát - Meaghan Lyons – sắp đặt - Dominick Maita – Mastering - Chris Martin – người viết nhạc - Eddy Martin – hát - Jayma Mays – người trình diễn, hát - Damian McGinty – người trình diễn, hát - Kevin McHale – người trình diễn, hát - Curt Mega – hát - Lea Michele – người trình diễn, hát - Gordon Mills – người viết nhạc - Alphonzo Mizell – người viết nhạc - Cory Monteith – người trình diễn, hát - Heather Morris – người trình diễn, hát - Matthew Morrison – người trình diễn, hát - Ryan Murphy – nhà sản xuất - Jeanette Olsson – hát - Chord Overstreet – người trình diễn, hát - Adidja Palmer – người viết nhạc - John Paterno – kỹ sư, hòa âm - Freddie Perren – người viết nhạc - Katy Perry – người viết nhạc - Martin Persson – điều chỉnh máy móc - Zac Poor – hát - Jemain Purifoy – hát - Nicole Ray – nhà sản xuất sắp xếp - Deke Richards – người viết nhạc - Amber Riley – người trình diễn, hát - Naya Rivera – người trình diễn, hát - David Lee Roth – người viết nhạc - Mark Salling – người trình diễn, hát - Drew Ryan Scott – hát - Onitsha Shaw – hát - Harry Shum, Jr. – người trình diễn, hát - Jenny Sinclair – sắp đặt - Scott Smith – trợ lý kỹ sư - Stephen Sondheim – người viết nhạc, viết lời - Jenna Ushkowitz – người trình diễn, hát - Alex Van Halen – người viết nhạc - Eddie Van Halen – người viết nhạc - Windy Wagner – hát - Trevor Wesley – hát - Dan Wilson – người viết nhạc - Joe Wohlmuth – kỹ sư |

Nguồn: Allmusic